# Macierz Hurwitza
Macierz Hurwitza – kwadratowa macierz rzeczywista, będąca strukturą składająca się ze współczynników rzeczywistego wielomianu. Nazwa pochodzi od nazwiska niemieckiego matematyka Adolfa Hurwitza.

## Definicja formalna
Dla danego rzeczywistego wielomianu:
{\displaystyle p(z)=a_{0}z^{n}+a_{1}z^{n-1}+\ldots +a_{n-1}z+a_{n}}
macierz kwadratowa o wymiarach {\displaystyle n\times n}
{\displaystyle H(p):={\begin{bmatrix}a_{1}&a_{3}&a_{5}&a_{7}&\dots &0\\a_{0}&a_{2}&a_{4}&a_{6}&\dots &0\\0&a_{1}&a_{3}&a_{5}&\dots &0\\0&a_{0}&a_{2}&a_{4}&\dots &0\\0&0&a_{1}&a_{3}&\dots &0\\\vdots &\vdots &\vdots &\vdots &\ddots &\vdots \\0&0&0&0&\dots &a_{n}\end{bmatrix}}}
nazywa się macierzą Hurwitza odpowiadającą wielomianowi {\displaystyle p.}

## Kryterium stabilności Hurwitza
W 1895 roku Adolf Hurwitz ustalił, że wielomian rzeczywisty jest stabilny (to znaczy wszystkie jego pierwiastki leżą w otwartej lewej półpłaszczyźnie płaszczyzny zespolonej) wtedy i tylko wtedy, gdy wszystkie wiodące główne minory macierzy {\displaystyle H(p)} są dodatnie:
{\displaystyle {\begin{aligned}\Delta _{1}(p)&={\begin{vmatrix}a_{1}\end{vmatrix}}&&=a_{1}>0\\[.5em]\Delta _{2}(p)&={\begin{vmatrix}a_{1}&a_{3}\\a_{0}&a_{2}\end{vmatrix}}&&=a_{2}a_{1}-a_{0}a_{3}>0\\[.5em]\Delta _{3}(p)&={\begin{vmatrix}a_{1}&a_{3}&a_{5}\\a_{0}&a_{2}&a_{4}\\0&a_{1}&a_{3}\end{vmatrix}}&&=a_{3}\Delta _{2}-a_{1}(a_{1}a_{4}-a_{0}a_{5})>0\end{aligned}}}
i tak dalej.

## Stabilne macierze Hurwitza
W inżynierii i w teorii stabilności, macierz kwadratowa {\displaystyle A} nazywa się macierzą stabilną (lub czasem macierzą Hurwitza), jeśli każda wartość własna macierzy {\displaystyle A} ma ściśle ujemne części rzeczywiste, to znaczy:
{\displaystyle \mathrm {Re} [\lambda _{i}]<0}
dla każdej wartości własnej {\displaystyle \lambda _{i}.}
{\displaystyle A} nazywana jest też macierzą stabilności, gdyż wówczas równanie różniczkowe zwyczajne
{\displaystyle {\dot {x}}=Ax}
jest stabilne asympotycznie, to znaczy {\displaystyle x(t)\to 0,} gdy {\displaystyle t\to \infty .}
Jeśli {\displaystyle G(s)} jest transmitancją operatorową (o wartościach macierzowych) to {\displaystyle G} nazywa się transmitancją Hurwitza, jeśli bieguny wszystkich elementów {\displaystyle G} mają ujemne części rzeczywiste. Należy przy tym pamiętać, że nie jest konieczne, aby {\displaystyle G(s)} dla danego argumentu {\displaystyle s} była transmitancją Hurwitza, nie musi nawet być kwadratowa. Występuje jednak związek, że jeśli {\displaystyle A} jest macierzą Hurwitza, to układ dynamiczny ma transmitancję Hurwitza.
Dowolny hiperboliczny punkt stały (lub punkt równowagi) ciągłego układu dynamicznego jest lokalnie asympotycznie stabilny wtedy i tylko wtedy, jeśli Jacobian układu dynamicznego jest w punkcie stałym stabilny w sensie Hurwitza.